# Microhyla pulchra
Espèce
Synonymes
- Engystoma pulchrum Hallowell, 1861 "1860"
- Scaptophryne labyrinthica Fitzinger, 1861 "1860"
- Ranina symetrica David, 1872 "1871"
- Microhyla hainanensis Barbour, 1908
- Microhyla melli Vogt, 1914
- Microhyla major Ahl, 1930

Statut de conservation UICN

 LC  : Préoccupation mineure
Microhyla pulchra est une espèce d'amphibiens de la famille des Microhylidae.

## Répartition
Cette espèce se rencontre du niveau de la mer jusqu'à 1 100 m d'altitude au Cambodge, au Laos, en Thaïlande, au Viêt Nam, à Hong Kong, à Macao et dans le sud de la République populaire de Chine.

## Publications originales
- Ahl, 1930 : Beiträge zur Lurch- und Kriechtierfauna Kwangsis. 3. Frösche. Sitzungsberichte der Gesellschaft Naturforschender Freunde zu Berlin, vol. 1930, p. 315-319.
- Barbour, 1908 : Some New Reptiles and Amphibians. Bulletin of the Museum of Comparative Zoology at Harvard College, vol. 51, p. 315-325 (texte intégral).
- David, 1872 "1871" : Rapport adressé à MM. les professeurs-administrateurs du Muséum d'Histoire Naturelle. Nouvelles archives du Muséum d'Histoire Naturelle de Paris, vol. 7, p. 75-100 (texte intégral).
- Fitzinger, 1861 "1860" : Die Ausbeute der österreichischen Naturforscher an Säugethieren und Reptilien während der Weltumsegelung Sr. Majestät Fregatte Novara. Sitzungsberichte der Kaiserlichen Akademie der Wissenschaften, Mathematisch-Naturwissenschaftliche Classe, vol. 42, p. 383-416 (texte intégral).
- Hallowell, 1861 "1860" : Report upon the Reptilia of the North Pacific Exploring Expedition, under command of Capt. John Rogers, U. S. N. Proceedings of the Academy of Natural Sciences of Philadelphia, vol. 12, p. 480-510 (texte intégral).
- Vogt, 1914 : Südchinesische Reptilien und Amphibien. Sitzungsberichte der Gesellschaft Naturforschender Freunde zu Berlin, vol. 1914, p. 96-102 (texte intégral).